# اشتفان پترسکو
اشتفان پترسکو (انگلیسی: Ștefan Petrescu; ۱ ژوئیهٔ ۱۹۳۱ – ۱۹۹۳) تیرانداز اهل رومانی بود.
وی در مسابقات کشوری و بین‌المللی در مجموع برندهٔ ۱ مدال طلا، ۱ مدال برنز شده‌است.